# Bitwa pod Hochkirch
Bitwa pod Hochkirch – starcie zbrojne, które miało miejsce 14 października 1758 roku między wojskami pruskimi króla Fryderyka II a armią austriacką dowodzoną przez feldmarszałka Leopolda von Dauna koło górnołużyckiej miejscowości Hochkirch w Saksonii.
Siły pruskie liczyły 30 000 żołnierzy (20 000 piechoty i 10 000 kawalerii) z 200 armatami, Austriacy mieli 78 000 ludzi (50 000 piechoty i 28 000 kawalerii) z 340 działami.
Na skutek złego rozpoznania armia Fryderyka została zaskoczona przez przeciwnika, który o trzeciej w nocy zaatakował obóz pruski. Nagły, niespodziewany atak spowodował początkowo panikę, którą jednak Fryderyk opanował, usztywniając obronę, a następnie organizując spokojny, kontrolowany odwrót. Jak na ironię porażka Prusaków była spowodowana wykorzystaniem przez Dauna ulubionej taktyki Fryderyka - uderzenia na flankę przeciwnika.
Straty obu armii były bardzo duże: Prusacy stracili 9000 ludzi, 101 dział i 28 sztandarów, Austriacy pozostawili na placu boju prawie 7 000 ludzi. Mimo porażki wojska pruskie nie zostały rozbite, a feldmarszałek Daun nie potrafił wykorzystać swojego zwycięstwa.